# اینار ساگستون
اینار ساگستون (انگلیسی: Einar Sagstuen؛ زادهٔ ۲۲ march ۱۹۵۱ (۷۳ سال)) ورزشکار اسکی صحرانوردی اهل نروژ است.
وی در مسابقات کشوری و بین‌المللی در مجموع برندهٔ ۱ مدال نقره شده‌است.